# 186

## Родени
- 4 април – Каракала, римски император